# Irancy
Irancy település Franciaországban, Yonne megyében. Lakosainak száma 243 fő (2022. január 1.). Irancy Saint-Bris-le-Vineux, Saint-Cyr-les-Colons, Vincelles, Vincelottes és Deux Rivières községekkel határos.

## Népesség
A település népességének változása:
| Lakosok száma | 290  | 287  | 292  | 279  | 269  | 260  | 256  | 249  | 243  |
|               | 2013 | 2015 | 2016 | 2017 | 2018 | 2019 | 2020 | 2021 | 2022 |